# العلاقات البرازيلية الباربادوسية
العلاقات البرازيلية الباربادوسية هي العلاقات الثنائية التي تجمع بين البرازيل وباربادوس.

## مقارنة بين البلدين
هذه مقارنة عامة ومرجعية للدولتين:
| وجه المقارنة                                              | البرازيل | باربادوس       |
| --------------------------------------------------------- | --- | -------------- |
| المساحة (كم2)                                             | 8.52 مليون | 439            |
| عدد السكان (نسمة)                                         | 202.66 مليون | 285.72 ألف     |
| الكثافة السكانية (ن./كم²)                                 | 23.79 | 65.08 ألف      |
| العاصمة                                                   | برازيليا، ريو دي جانيرو | بريدج تاون     |
| اللغة الرسمية                                             | برتغالية برازيلية، Brazilian Sign Language ‏ | لغة إنجليزية   |
| العملة                                                    | ريال برازيلي، كروزيرو ريال برازيلي ‏، كروزيرو البرازيلية (1990–1993)، البرازيلي كروزادو نوفو، كروزادو برازيلي، cruzeiro ‏، كروزيرو البرازيلية (1942–1967)، الريال البرازيلي (قديم) | دولار بربادوسي |
| الناتج المحلي الإجمالي (بليون دولار)                      | 2.06 تريليون | 4.80 مليار     |
| الناتج المحلي الإجمالي (تعادل القوة الشرائية) بليون دولار | 3.22 تريليون | 4.66 مليار     |
| الناتج المحلي الإجمالي الاسمي للفرد دولار أمريكي          | 8.54 ألف | 15.43 ألف      |
| الناتج المحلي الإجمالي للفرد دولار أمريكي                 | 15.89 ألف | 16.06 ألف      |
| مؤشر التنمية البشرية                                      | 0.754 | 0.795          |
| رمز المكالمات الدولي                                      | +55 | +1246          |
| رمز الإنترنت                                              | .br | .bb            |
| المنطقة الزمنية                                           | | 00             |

## منظمات دولية مشتركة
يشترك البلدان في عضوية مجموعة من المنظمات الدولية، منها:
| علم المنظمة | اسم المنظمة                                                          | تاريخ انضمام البرازيل | تاريخ انضمام باربادوس |
| ----------- | -------------------------------------------------------------------- | --------------------- | --------------------- |
|             | وكالة حظر الأسلحة النووية في أمريكا اللاتينية ومنطقة البحر الكاريبي ‏ | ?                     | ?                     |
|             | الاتحاد البريدي العالمي                                              | ?                     | ?                     |
|             | يونسكو                                                               | 4 نوفمبر 1946         | 24 أكتوبر 1968        |
|             | البنك الدولي للإنشاء والتعمير                                        | 14 يناير 1946         | 12 سبتمبر 1974        |
|             | منظمة التجارة العالمية                                               | ?                     | ?                     |
|             | وكالة ضمان الاستثمار متعدد الأطراف                                   | 7 يناير 1993          | 12 أبريل 1988         |
|             | الاتحاد الدولي للاتصالات                                             | 4 يوليو 1877          | 16 أغسطس 1967         |
|             | منظمة الشرطة الجنائية الدولية                                        | ?                     | ?                     |
|             | مؤسسة التمويل الدولية                                                | 31 ديسمبر 1956        | 25 يونيو 1980         |
|             | الأمم المتحدة                                                        | 24 أكتوبر 1945        | 9 ديسمبر 1966         |
|             | مؤسسة التنمية الدولية                                                | 15 مارس 1963          | 29 سبتمبر 1999        |
|             | منظمة حظر الأسلحة الكيميائية                                         | ?                     | ?                     |

## وصلات خارجية
- موقع وزارة الخارجية البرازيلية
- موقع وزارة الخارجية الباربادوسية